# Eldar (nome asiatico)
Eldar  è un nome proprio di persona azero, georgiano, kazako e kirghiso maschile; è scritto Элдар in cirillico kirghiso, Эльдар in cirillico kazako, e ელდარ in alfabeto georgiano.

## Varianti in altre lingue
- Baschiro: Илдар (Ildar)[1]
- Tataro: Илдар (İldar)[1]
- Uzbeko: Eldor[1]

## Origine e diffusione
Si tratta di un composto della radice turcica el, che vuol dire "paese", "società", "nazione", con il suffisso persiano دار (dar), che significa "possessore", "proprietario". È omografo con Eldar, un nome nordico non correlato.

## Persone
- Eldar Čivić, calciatore bosniaco

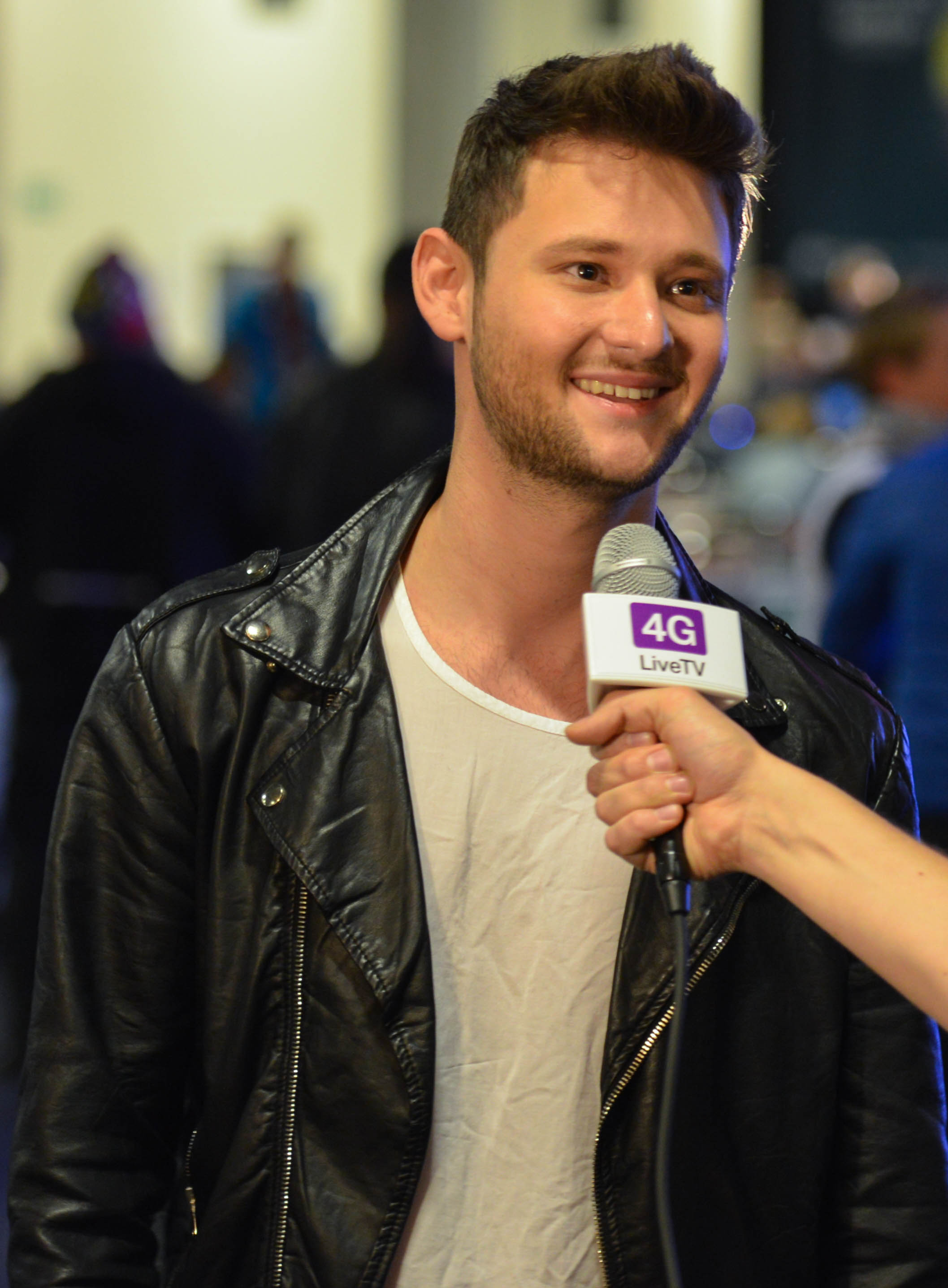
Eldar Qasımov

- Eldar Hadžimehmedović, calciatore bosniaco
- Eldar Kurtanidze, lottatore georgiano
- Eldar Qasımov, cantante azero
- Eldar Sattarov, scrittore kazako

### Variante Ildar
- Ildar Amirov, calciatore kirghiso
- Ildar Arslanov, ciclista su strada russo
- Ildar Magdeev, calciatore uzbeko
- Ildar Nugumanov, giocatore di calcio a 5 russo

### Altre varianti
- Ėl'dar Rjazanov, regista, attore e poeta russo
- Eldor Shomurodov, calciatore uzbeko